# Bela Vista
Bela Vista este un oraș în Mato Grosso do Sul (MS), Brazilia.